# Næsehornsfugle
Næsehornsfugle (latin: Bucerotidae) er en familie af fugle med omkring 59 arter.

## Klassifikation
- Familie Næsehornsfugle Bucerotidae
  - Slægt Aceros
    - Rynkenæb – Aceros corrugatus
    - Rødnæbbet rynkenæb – Aceros leucocephalus
    - Rødhalset rynkenæb – Aceros nipalensis
    - Panayrynkenæb – Aceros waldeni

  - Slægt Anorrhinus
    - Lys hornnæb – Anorrhinus austeni
    - Brun hornnæb – Anorrhinus tickelli
    - Bronzehornnæb – Anorrhinus galeritus

  - Slægt Anthracoceros
    - Sort næsehornsfugl – Anthracoceros malayanus
    - Palawannæsehornsfugl – Anthracoceros marchei
    - Sulunæsehornsfugl – Anthracoceros montani
    - Rajahnæsehornsfugl – Anthracoceros coronatus
    - Broget næsehornsfugl – Anthracoceros albirostris

  - Slægt Berenicornis
    - Hvidhovedet rynkenæb – Berenicornis comatus

  - Slægt Buceros
    - Næsehornsfugl – Buceros rhinoceros
    - Stor næsehornsfugl – Buceros bicornis
    - Rødbrun næsehornsfugl – Buceros hydrocorax
    - Hjelmnæsehornsfugl – Buceros vigil

  - Slægt Ceratogymna
    - Trompeterhornfugl – Ceratogymna bucinator
    - Skrigehornfugl – Ceratogymna fistulator
    - Sølvkindet hornfugl – Ceratogymna brevis
    - Gråkindet hornfugl – Ceratogymna subcylindricus
    - Brunkindet hornfugl – Ceratogymna cylindricus
    - Hvidlåret hornfugl – Ceratogymna albotibialis
    - Hjelmet hornfugl – Ceratogymna atrata
    - Gulhjelmet hornfugl – Ceratogymna elata

  - Slægt Ocyceros
    - Malabargråtoko – Ocyceros griseus
    - Sri Lanka-gråtoko – Ocyceros gingalensis
    - Indisk gråtoko – Ocyceros birostris

  - Slægt Penelopides
    - Luzonhornfugl – Penelopides manillae
    - Mindorohornfugl – Penelopides mindorensis
    - Panayhornfugl – Penelopides panini
    - Samarhornfugl – Penelopides samarensis
    - Mindanaohornfugl – Penelopides affinis
    - Sulawesihornfugl – Penelopides exarhatus

  - Slægt Rhyticeros
    - Hvidhalet rynkenæb – Rhyticeros cassidix
    - Papuarynkenæb – Rhyticeros plicatus
    - Narcondamrynkenæb – Rhyticeros narcondami
    - Gulpunget rynkenæb – Rhyticeros subruficollis
    - Pungrynkenæb – Rhyticeros undulatus
    - Sumbarynkenæb – Rhyticeros everetti

  - Slægt Tockus
    - Sort dværgtoko – Tockus hartlaubi
    - Rød dværgtoko – Tockus camurus
    - Monteiros toko – Tockus monteiri
    - Rødnæbbet toko – Tockus erythrorhynchus
    - Gulnæbbet toko – Tockus flavirostris
    - Kaffertoko – Tockus leucomelas
    - Savannetoko – Tockus jacksoni
    - Sortvinget toko – Tockus deckeni
    - Krontoko – Tockus alboterminatus
    - Brunhalset toko – Tockus bradfieldi
    - Broget toko – Tockus fasciatus
    - Abessinsk toko – Tockus hemprichii
    - Grå toko – Tockus nasutus
    - Lysnæbbet toko – Tockus pallidirostris

  - Slægt Tropicranus
    - Hvidtoppet toko – Tropicranus albocristatus